# Lavmose
Lavmose er i modsætning til en højmose en naturtype, der får tilført vand via vandløb og dræn og eventuelt også gennem grundvandet. Sammen med vandet modtager lavmosen tilskud af organisk stof (gytje) og forskellige, uorganiske næringsstoffer (se gødning). Dermed fås en lysåben naturtype, hvor vegetationen er rig på grund af de gunstige vand- og næringsbetingelser. Vegetationen vil oftest udvikle lavmosen til en ellesump eller (hvis den bliver dyrket) til en rørsump.
Åmosen er Danmarks største lavmose.